# Cena Bruce McLarena
Cena Bruce McLarena je každoročně udělována nejlepšímu pilotovi zemí Commonwealthu v oblasti automobilového sportu.
Trofej jako první získal Bruce McLaren v roce 1965 za to, že dokončil Grand Prix Kanady 1965 na druhém místě. Po jeho smrti jí předal Pat McLaren právě BRDC, aby byla nadále předávána každý rok nejlepšímu pilotovi zemí Commonwealthu.

## Kompletní seznam držitelů ceny Bruce McLarena
- 1970 Denny Hulme
- 1971 Tim Schenken
- 1972 - nikdo cenu nezískal
- 1973 Franck Gardner
- 1974 John Nicholson
- 1975-1980 Alan Jones
- 1981 Geoff Brabham
- 1982-1983 Vern Schuppan
- 1984-1985 Mike Thackwell
- 1986 Denny Hulme
- 1987 Mike Thackwell
- 1988 Geoff Brabham
- 1989 David Brabham
- 1990 Paul Tracy
- 1991 David Brabham
- 1992 - nikdo cenu nezískal
- 1993 Geoff Brabham
- 1994 Paul Tracy
- 1995-1997 Jacques Villeneuve
- 1998 Mark Webber
- 1999 Tomas Scheckter
- 2000-2001 Mark Webber
- 2002 Alex Davison
- 2003 Scott Dixon
- 2004 Jonny Reid
- 2005 Mark Webber
- 2006 Alex Yoong
- 2007 Ryan Briscoe
- 2008 Scott Dixon
- 2009-2010 Mark Webber